# Quercus bicolor
Quercus bicolor (дуб двоколірний) — вид рослин з родини Букові (Fagaceae); поширений у Канаді й США. Етимологія: лат. bicolor — «двоколірний».

## Опис

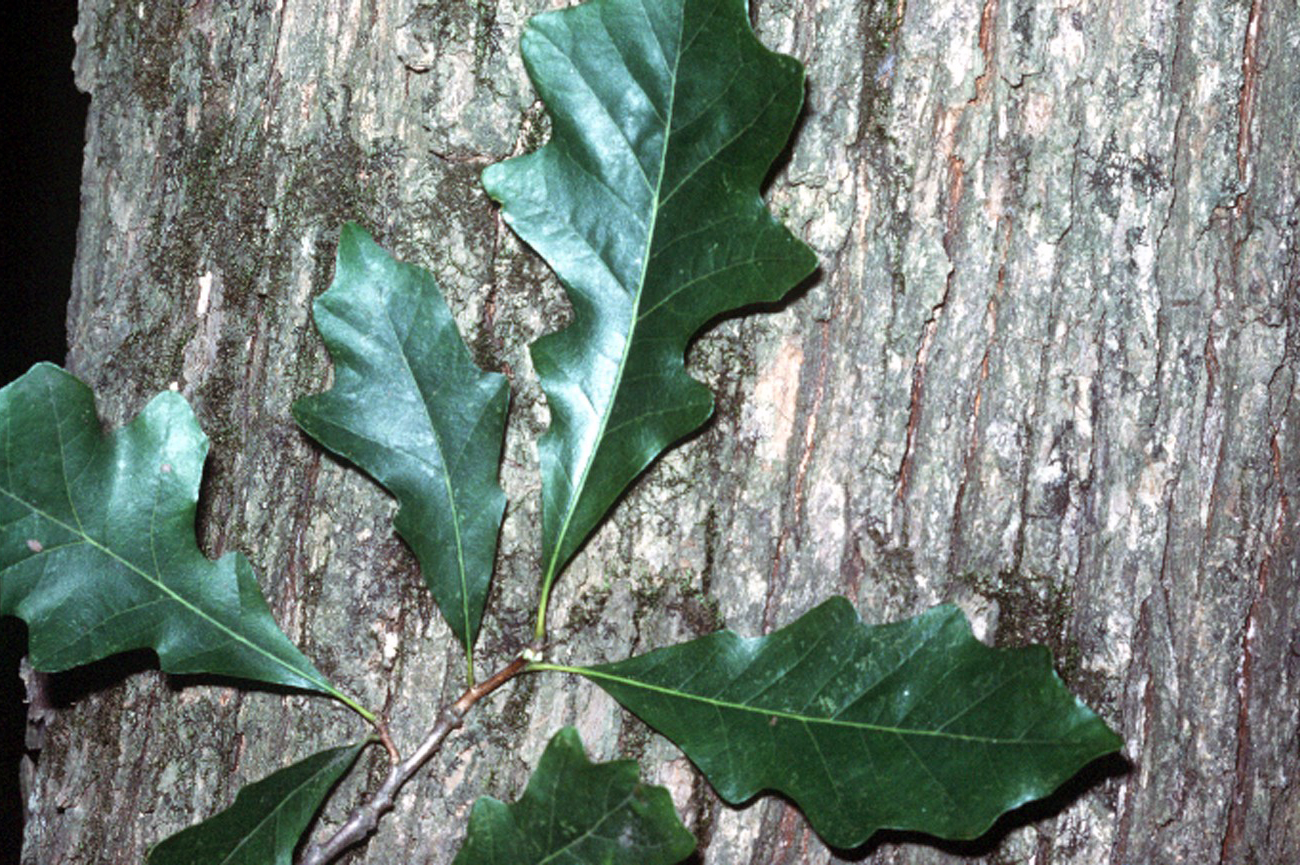
стовбур і листя

Листопадне дерево заввишки до 30 м. 2n = 24. Кора світло-сіра, гладка, розділена на пластинки. Гілочки світло-коричневі або русяві, голі. Бруньки коричневі, кулясті. Листки 8–20 × 5–11 см, овальні; верхівка широко закруглена; основа вузько клиноподібна; 3–6 пар неглибоких часточок на верхівкових 1/2; яскраво-зелені й оголені зверху й блідо-сірувато-зелені й злегка запушені знизу; ніжки листків короткі, 0.4–2 см завдовжки. Жолудь яйцюватий, завдовжки 2–3 см; поодиноко або в парі або до 3; укладений на 1/2–2/3 довжини в чашечку; ніжка довга, 2–7 см.
Він повільно зростає і сягає 300 років і більше тривалості життя. Жолуді Q. bicolor споживають вивірки й інші гризуни, а також дикі качки. 

## Середовище проживання
Поширений на півдні Онтаріо й півдні Квебеку (Канада) й північно-центральній і східній частинах США; також культивується.
Трапляється на різних типах ґрунтів. Зростає і на вологих схилах і погано дренованих височинах; висота: 0–1000 м.

## Використання
Використовується для меблів, шаф, шпону, внутрішньої обробки та підлоги, ящиків, огороджувальних стовпів, залізничних стяжок… Цей вид висаджується на автодорогах, використовуються як тіньове дерево для газонів, полів для гольфу, парків та природних територій. Його форма крони та двоколірне листя є привабливими.
Ірокези використовували Q. bicolor для лікування холери, зламаних кісток, споживання та для чаклунства.

## Загрози й охорона
Q. bicolor сприйнятливий до різних шкідників, грибів, антракнозу, але жоден не становить серйозної загрози. Крім того, загрозою є сильні пожежі. Зміна клімату також була визначена як велика проблема. Вирощується в ботанічних садах та дендропарках по всьому світу.